# Ян Кантакузіно
Іоан Александр Кантакузіно (нар. 24 січня 1829 — пом.1897 року, Бухарест) — каймакам Молдовського князівства (20 жовтня 1858 року — 5 січня 1859 року). Прихильник створення єдиної Румунської держави.

## Біографія
Представник румунської роду Кантакузіно, син Александра Кантакузіно (1786-1832 роки) і Єлизавети Кантакузіно-Деляну.
Здобув освіту в Женеві в інституті Рудольфа Тепфера і в Парижі, де вивчав фізику і математику, потім подорожував по Америці. У 1857 році отримав посаду міністра.
З 20 жовтня 1858 по 5 січня 1859 року Ян Кантакузіно був одним з трьох каймакамів Молдавського князівства.
Після об'єднання князівства і створення єдиної Румунської держави Ян Кантакузіно був міністром фінансів (лютий-квітень 1870 року).
Дипломатичний представник Румунії в Парижі (1870) та Белграді (1872), потім був генеральним директором театрів Румунії. У 1878 році пішов з політичного життя.
Ян Кантакузіно був першим перекладачем на румунську мову в 1880 році «Афоризми житеского життя» Артура Шопенгауера.
Помер в Бухаресті в 1897 році.
Був одружений з Зоєю Стурдза, від шлюбу з якою в нього були діти.